# 方丹-博讷洛
方丹-博讷洛（法語：Fontaine-Bonneleau，法語發音：[fɔ̃tɛn bɔnlo]）是法国瓦兹省的一个市镇，属于博韦区。该市镇于1801年之前由原市镇方丹（Fontaine）和博讷洛（Bonneleau）合并而成。

## 地理
方丹-博讷洛（49°39'40"N, 2°8'59"E）面积16.37 平方千米，位于法国上法蘭西大區瓦兹省，该省份为法国北部内陆省份，北起索姆省，西接厄尔省和滨海塞纳省，南至塞纳-马恩省和瓦兹河谷省，东临埃纳省。
与方丹-博讷洛接壤的市镇（或旧市镇、城区）包括：布朗福塞、卡特、科尔梅耶、塞勒河畔克鲁瓦西、多梅利耶、拉瓦克里、勒索尔舒瓦。
方丹-博讷洛的时区为UTC+01:00、UTC+02:00（夏令时）。

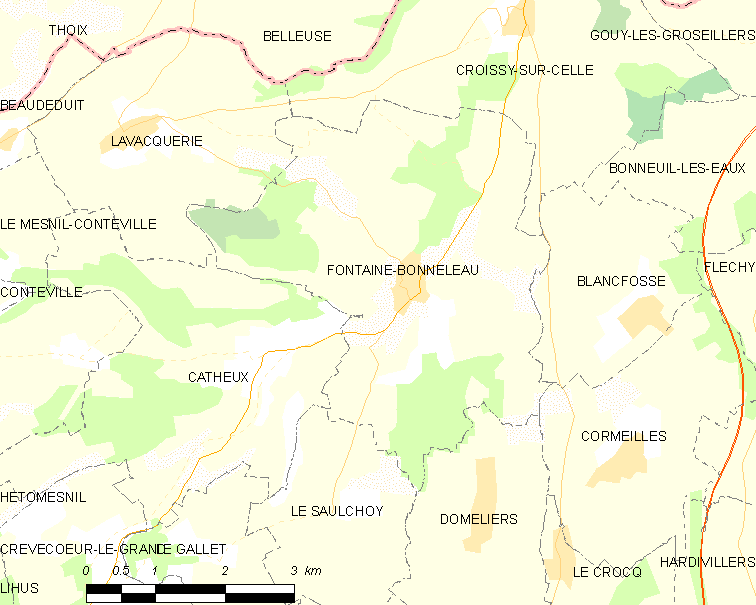
方丹-博讷洛的OSM定位图

## 行政
方丹-博讷洛的邮政编码为60360，INSEE市镇编码为60240。

## 政治
方丹-博讷洛所属的省级选区为圣瑞斯特昂绍塞县。

## 人口

1962-2008年间方丹-博讷洛人口变化图示

方丹-博讷洛于2022年1月1日时的人口数量为235人。